# Novena Avenida (línea West End)
La Novena Avenida es una estación en la línea West End del Metro de Nueva York de la división A del Interborough Rapid Transit Company. La estación se encuentra localizada en Borough Park en Brooklyn entre la Novena Avenida y la Calle 39. La estación es servida en varios horarios por los trenes del Servicio  y . La estación se encuentra en el Registro Nacional de Lugares Históricos.